# Agrostis lanceolata
Agrostis lanceolata é uma espécie de gramínea do gênero Agrostis, pertencente à família Poaceae.